# 1944 na Alemanha
Esta é uma cronologia dos fatos acontecimentos de ano 1944 na Alemanha.

## Eventos
- 4 de janeiro: A Batalha de Monte Cassino começa.
- 20 de janeiro: A Força Aérea Real despeja 2.300 toneladas de bombas em Berlin.
- 20 de julho: Adolf Hitler sobrevive a um atentado fracassado em Rastenburg.[1]
- 8 de setembro: A Bulgária declara guerra à Alemanha após a invasão do Exército Vermelho.
- 12 de novembro: O couraçado alemão Tirpitz é afundado na Noruega.